# Bangladesh vid världsmästerskapen i friidrott 2022
Bangladesh tävlade vid världsmästerskapen i friidrott 2022 i Eugene i USA mellan den 15 och 24 juli 2022. Bangladesh hade en trupp på en idrottare.

## Resultat
Gång- och löpgrenar
| Idrottare      | Gren                | Inledande omgång | Inledande omgång | Försöksheat | Försöksheat | Semifinal        | Semifinal        | Final            | Final            |
| Idrottare      | Gren                | Resultat         | Placering        | Resultat    | Placering   | Resultat         | Placering        | Resultat         | Placering        |
| -------------- | ------------------- | ---------------- | ---------------- | ----------- | ----------- | ---------------- | ---------------- | ---------------- | ---------------- |
| Imranur Rahman | Herrarnas 100 meter | 10,47            | 4 0q0            | 0DNS0       | 0DNS0       | Gick inte vidare | Gick inte vidare | Gick inte vidare | Gick inte vidare |